# TOKYO (YUI의 노래)
〈TOKYO〉(도쿄)는 일본 가수 YUI의 네 번째 싱글이다. 2006년 1월 18일에 소니 레코드에서 발매되었다.

## 곡 목록
1. TOKYO
2. HELP
3. LIFE～YUI Acoustic Version～
4. TOKYO～Instrumental～

## 차트 기록
오리콘 싱글 차트
| 차트                  | 최고 순위 | 총 판매량 |
| --------------------- | --------- | --------- |
| 오리콘 주간 싱글 차트 | 15위      | 20,123    |